# Leone Romanin Jacur
Leone Romanin Jacur (Padova, 17 gennaio 1847 – Padova, 22 luglio 1928) è stato un politico italiano.
Di famiglia israelitica, fu nominato senatore il 3 ottobre 1920, con relatore Antonino Di Prampero; giurò il 27 gennaio 1921. Fu fin dalla giovinezza in rapporti di cordialità ed amicizia con il futuro papa Pio X.